# Decorrelación
El término decorrelación es un término general para cualquier proceso que puede ser utilizado para reducir el grado de autocorrelación de una señal, o correlación cruzada entre diferentes señales de un grupo, mientras se preservan otros aspectos de la señal.
Un método frecuente de decorrelación es el uso de un filtro lineal adaptado para reducir la autocorrelación de una señal, tanto como sea posible. Ya que el mínimo posible de autocorrelación para una dada energía de señal se alcanza ecualizando el espectro de potencia de la señal para parecerse al de una señal de ruido blanco, este proceso frecuentemente se denomina como blanqueamiento de señal.
Aunque la mayor parte de los algoritmos de decorrelación son lineales, también existen algoritmos no lineales.
Muchos algoritmos de compresión de datos incorporan una etapa de decorrelación. Por ejemplo, muchos codificadores por transformación primero aplican una transformación lineal fija, que podría, en promedio, tener el efecto de decorrelacionar una señal típica de la clase que va a ser codificada, previo a cualquier procesamiento posterior. Típicamente esta es una transformada de Karhunen-Loève, o una aproximación simplificada tal como una transformada de coseno discreta.
En comparación, los codificadores de sub-banda, por lo general no poseen un paso explícito de decorrelación, pero en cambio explotan la ya existente correlación reducida entre cada una de las sub bandas de la señal, debido a la relativa chatura de cada una de las sub-bandas en el espectro de potencia en muchas clases de señales.
Se puede modelar un codificador lineal predictivo como un intento de decorrelacionar señales sustrayendo la mejor predicción lineal posible de la señal de entrada, dejando una señal residual blanqueada.
Las técnicas de decorrelación también pueden utilizarse para muchos otros propósitos, tales como la reducción de diafonía en una señal multicanales, o en el diseño de canceladores de eco.
En procesamiento de imágenes se pueden utilizar técnicas de decorrelación para mejorar o estirar las diferencias de color en cada pixel de una imagen. Esto generalmente se denomina como estiramiento por decorrelación.
El concepto de decorrelación puede ser aplicado también en muchos otros campos.
En neurociencias, se utilizan técnicas de decorrelación para el análisis de las redes neuronales en el sistema visual humano.
En criptografía, se utilizan en el diseño de cifrados (véase teoría de decorrelación) y en el diseño de generadores de números aleatorios por hardware.